# Campionato europeo maschile under 17 di calcio 2014 - Turno di qualificazione
Le 52 squadre partecipanti sono state divise in 13 gruppi di 4. Si qualificano al Turno Elite le prime due classificate di ogni girone, più la migliore terza classificata, calcolata considerando solo gli incontri con le prime due di ogni gruppo.

## Teste di serie e sorteggio
Il sorteggio si è tenuto il 5 dicembre 2012 a Nyon presso la sede della UEFA.
| Gruppo                        | Fascia 1 | Fascia 1 | Fascia 2 | Fascia 2 |
| ----------------------------- | --- | --- | --- | --- |
| 1 2 3 4 5 6 7 8 9 10 11 12 13 | Bielorussia Italia Rep. Ceca Scozia Croazia Grecia Irlanda Norvegia Irlanda del Nord* Russia* Georgia* Danimarca* Belgio | Romania Svezia Francia Ungheria Portogallo Serbia* Inghilterra Spagna Turchia Islanda Paesi Bassi Svizzera Polonia | Finlandia Ucraina Israele* Slovenia* Montenegro Estonia Gibilterra Cipro* Lettonia Slovacchia San Marino Kazakistan Bulgaria | Albania* Lituania* Liechtenstein Galles Bosnia ed Erzegovina* Andorra Armenia* Moldavia Lussemburgo Azerbaigian Fær Øer Austria Macedonia* |

*Squadra ospitante il gruppo di qualificazione.

## Risultati

### Gruppo 1
| Pos. | Squadra     | Pt | G | V | N | P | GF | GS | DR |
| ---- | ----------- | -- | - | - | - | - | -- | -- | -- |
| 1.   | Romania     | 9  | 3 | 3 | 0 | 0 | 4  | 0  | +4 |
| 2.   | Albania     | 4  | 3 | 1 | 1 | 1 | 2  | 2  | 0  |
| 3.   | Bielorussia | 3  | 3 | 1 | 0 | 2 | 2  | 4  | -2 |
| 4.   | Finlandia   | 1  | 3 | 0 | 1 | 2 | 0  | 2  | -2 |

| Arbitro: | Georgi Vadachkoria |

|              |           |  |
| Vasil'eŭ 67’ | Marcatori |  |

| Arbitro: | Sergiu Derenov |

|          |           |  |
| Ivan 48’ | Marcatori |  |

| Arbitro: | Georgi Vadachkoria |

|  |           |          |
|  | Marcatori | 76’ Ivan |

| Arbitro: | Chris Reisch |

|             |           |                        |
| Nikulin 37’ | Marcatori | 22’ Toli 80+5’ Bakalli |

| Arbitro: | Sergiu Derenov |

|                        |           |  |
| Stoica 12’ Manea 80+2’ | Marcatori |  |

| Coriza 23 ottobre 2013, ore 14:30 UTC+2 | Albania      | 0 – 0 referto | Finlandia | Stadio Skënderbeu\| Arbitro: \| Chris Reisch \| |
| Arbitro:                                | Chris Reisch |               |           |                                                 |

### Gruppo 2
| Pos. | Squadra  | Pt | G | V | N | P | GF | GS | DR |
| ---- | -------- | -- | - | - | - | - | -- | -- | -- |
| 1.   | Italia   | 7  | 3 | 2 | 1 | 0 | 5  | 1  | +4 |
| 2.   | Svezia   | 4  | 3 | 1 | 1 | 1 | 3  | 3  | 0  |
| 3.   | Ucraina  | 2  | 3 | 0 | 2 | 1 | 2  | 3  | -1 |
| 4.   | Lituania | 2  | 3 | 0 | 2 | 1 | 1  | 4  | -3 |

| Arbitro: | Radu Marian Petrescu |

|                |           |               |
| Panico 3’, 61’ | Marcatori | 39’ Taranucha |

| Arbitro: | Suren Baliyan |

|                                    |           |  |
| Tshakasua 35’, 73’ Reuterswärd 39’ | Marcatori |  |

| Alytus 21 ottobre 2013, ore 18:00 UTC+3 | Italia        | 0 – 0 referto | Lituania | Stadio municipale\| Arbitro: \| Suren Baliyan \| |
| Arbitro:                                | Suren Baliyan |               |          |                                                  |

| Marijampolė 22 ottobre 2013, ore 15:00 UTC+3 | Ucraina      | 0 – 0 referto | Svezia | ARVI Arena\| Arbitro: \| Nikola Popov \| |
| Arbitro:                                     | Nikola Popov |               |        |                                          |

| Arbitro: | Radu Marian Petrescu |

|  |           |                                        |
|  | Marcatori | 27’ Panico 36’ Locatelli 80+1’ Caronte |

| Arbitro: | Nikola Popov |

|                   |           |              |
| Fastov 38’ (aut.) | Marcatori | 1’ Taranucha |

### Gruppo 3
| Pos. | Squadra       | Pt | G | V | N | P | GF | GS | DR  |
| ---- | ------------- | -- | - | - | - | - | -- | -- | --- |
| 1.   | Francia       | 7  | 3 | 2 | 1 | 0 | 7  | 2  | +5  |
| 2.   | Rep. Ceca     | 6  | 3 | 2 | 0 | 1 | 7  | 5  | +2  |
| 3.   | Israele       | 4  | 3 | 1 | 1 | 1 | 12 | 6  | +6  |
| 4.   | Liechtenstein | 0  | 3 | 0 | 0 | 3 | 0  | 13 | -13 |

| Arbitro: | Nikola Dabanović |

|                                     |           |                              |
| Pulkrab 34’, 39’, 47’ Mihálik 80+4’ | Marcatori | 22’ (rig.) Hamzey 53’ Isakov |

| Arbitro: | Kevin Azzopardi |

|                          |           |  |
| Jamrozik 17’ Kwateng 62’ | Marcatori |  |

| Arbitro: | Danilo Grujić |

|                                             |           |  |
| Januška 7’ Quaderer 27’ (aut.) Štěpánek 79’ | Marcatori |  |

| Arbitro: | Nikola Dabanović |

|                       |           |                  |
| Yizhak 18’ Zenati 27’ | Marcatori | 43’, 58’ Dembele |

| Arbitro: | Danilo Grujić |

|                                           |           |  |
| Lusamba 29’ (rig.) Saint-Maximin 36’, 51’ | Marcatori |  |

| Arbitro: | Kevin Azzopardi |

|  |           |                                                                   |
|  | Marcatori | 4’, 28’, 29’, 33’, 62’ Yizhak 15’, 78’ Yerushalmi 48’ Hershkovich |

### Gruppo 4
| Pos. | Squadra  | Pt | G | V | N | P | GF | GS | DR |
| ---- | -------- | -- | - | - | - | - | -- | -- | -- |
| 1.   | Scozia   | 7  | 3 | 2 | 1 | 0 | 5  | 2  | +3 |
| 2.   | Galles   | 5  | 3 | 1 | 2 | 0 | 8  | 5  | +3 |
| 3.   | Slovenia | 3  | 3 | 1 | 0 | 2 | 5  | 8  | -3 |
| 4.   | Ungheria | 1  | 3 | 0 | 1 | 2 | 8  | 11 | -3 |

| Arbitro: | Enea Jorgji |

|                              |           |              |
| Wighton 40’ (rig.), 42’, 71’ | Marcatori | 53’ Šušnjara |

| Arbitro: | Əliyar Ağayev |

|                                                      |           |                                                               |
| Sallai 19’ Damásdi 26’, 31’ Hursán 38’ Pávkovics 52’ | Marcatori | 12’ (rig.) Morrell 50’ Harries 59’ James 62’ Wilson 80’ Evans |

| Slovenska Bistrica 25 settembre 2013, ore 16:00 UTC+2 | Scozia            | 0 – 0 referto | Galles | Športni park\| Arbitro: \| Alexandre Boucaut \| |
| Arbitro:                                              | Alexandre Boucaut |               |        |                                                 |

| Arbitro: | Enea Jorgji |

|                                         |           |                          |
| Repas 12’ Tijanić 31’, 52’ Šušnjara 72’ | Marcatori | 68’ Csonka 77’ Pávkovics |

| Arbitro: | Alexandre Boucaut |

|            |           |                 |
| Sallai 38’ | Marcatori | 28’, 80’ Kiltie |

| Arbitro: | Əliyar Ağayev |

|                               |           |  |
| Wilson 37’, 66’ G. Thomas 78’ | Marcatori |  |

### Gruppo 5
| Pos. | Squadra              | Pt | G | V | N | P | GF | GS | DR |
| ---- | -------------------- | -- | - | - | - | - | -- | -- | -- |
| 1.   | Portogallo           | 9  | 3 | 3 | 0 | 0 | 5  | 1  | +4 |
| 2.   | Bosnia ed Erzegovina | 4  | 3 | 1 | 1 | 1 | 2  | 2  | 0  |
| 3.   | Croazia              | 3  | 3 | 1 | 0 | 2 | 1  | 3  | -2 |
| 4.   | Montenegro           | 1  | 3 | 0 | 1 | 2 | 1  | 3  | -2 |

| Arbitro: | Mads-Kristoffer Kristoffersen |

|                |           |  |
| Mrkonjić 80+2’ | Marcatori |  |

| Arbitro: | Christos Nicolaides |

|                      |           |  |
| Idrisa Sambú 9’, 16’ | Marcatori |  |

| Arbitro: | Aleksandr Aliev |

|  |           |                     |
|  | Marcatori | 12’ Gojak 76’ Lelić |

| Arbitro: | Mads-Kristoffer Kristoffersen |

|              |           |                                                     |
| Vujnović 56’ | Marcatori | 50’ (rig.) Pedro Rodrigues 77’ (rig.) Pedro Delgado |

| Sarajevo 13 ottobre 2013, ore 15:00 UTC+2 | Bosnia ed Erzegovina | 0 – 0 referto | Montenegro | Stadio Slavija\| Arbitro: \| Aleksandr Aliev \| |
| Arbitro:                                  | Aleksandr Aliev      |               |            |                                                 |

| Arbitro: | Christos Nicolaides |

|                    |           |  |
| Renato Sanches 24’ | Marcatori |  |

### Gruppo 6
| Pos. | Squadra | Pt | G | V | N | P | GF | GS | DR |
| ---- | ------- | -- | - | - | - | - | -- | -- | -- |
| 1.   | Serbia  | 7  | 3 | 2 | 1 | 0 | 10 | 1  | +9 |
| 2.   | Grecia  | 7  | 3 | 2 | 1 | 0 | 4  | 1  | +3 |
| 3.   | Estonia | 3  | 3 | 1 | 0 | 2 | 4  | 7  | -3 |
| 4.   | Andorra | 0  | 3 | 0 | 0 | 3 | 0  | 9  | -9 |

| Arbitro: | Þorvaldur Árnason |

|                                              |           |          |
| Angelopoulos 42’ Dimitriadis 57’ Xiros 80+3’ | Marcatori | 80’ Käit |

| Arbitro: | Mervyn Smyth |

|                                                                           |           |  |
| Karišić 10’ Jović 27’, 32’ Šaponjić 51’ Duronjić 70’ Glavčić 80+3’ (rig.) | Marcatori |  |

| Arbitro: | Þorvaldur Árnason |

|                  |           |  |
| Stathopoulos 79’ | Marcatori |  |

| Arbitro: | Aleksandrs Anufrijevs |

|           |           |                                            |
| Kokla 26’ | Marcatori | 29’ Šaponjić 42’, 69’ Jović 50’ Mijailović |

| Belgrado 6 ottobre 2013, ore 15:30 UTC+2 | Serbia       | 0 – 0 referto | Grecia | Stadio Re Pietro I\| Arbitro: \| Mervyn Smyth \| |
| Arbitro:                                 | Mervyn Smyth |               |        |                                                  |

| Arbitro: | Aleksandrs Anufrijevs |

|  |           |                    |
|  | Marcatori | 52’, 72’ Golovljov |

### Gruppo 7
| Pos. | Squadra     | Pt | G | V | N | P | GF | GS | DR  |
| ---- | ----------- | -- | - | - | - | - | -- | -- | --- |
| 1.   | Inghilterra | 9  | 3 | 3 | 0 | 0 | 18 | 0  | +18 |
| 2.   | Irlanda     | 6  | 3 | 2 | 0 | 1 | 6  | 7  | -1  |
| 3.   | Armenia     | 3  | 3 | 1 | 0 | 2 | 2  | 7  | -5  |
| 4.   | Gibilterra  | 0  | 3 | 0 | 0 | 3 | 2  | 14 | -12 |

| Arbitro: | Antonis Giachos |

|                                           |           |  |
| Roberts 3’ Armstrong 32’, 80’ Solanke 75’ | Marcatori |  |

| Arbitro: | Adrien Jaccottet |

|                                            |           |          |
| Holland 26’ Elworthy 31’, 36’ Kinsella 68’ | Marcatori | 17’ Wink |

| Arbitro: | Antonis Giachos |

|  |           |                                                                               |
|  | Marcatori | 29’, 34’ Armstrong 36’ Ojo 42’, 74’ Solanke 48’ Brewitt 52’ Brown 62’ Roberts |

| Arbitro: | Igor Pristovnik |

|                               |           |  |
| Poynton 30’ (rig.) Devers 59’ | Marcatori |  |

| Arbitro: | Adrien Jaccottet |

|                                                          |           |  |
| Brown 18’, 52’ Armstrong 37’, 44’ Roberts 57’ Ledson 80’ | Marcatori |  |

| Arbitro: | Igor Pristovnik |

|                              |           |          |
| Ilangyozyan 66’ Panosyan 76’ | Marcatori | 12’ Wink |

### Gruppo 8
| Pos. | Squadra  | Pt | G | V | N | P | GF | GS | DR |
| ---- | -------- | -- | - | - | - | - | -- | -- | -- |
| 1.   | Spagna   | 9  | 3 | 3 | 0 | 0 | 6  | 0  | +6 |
| 2.   | Norvegia | 4  | 3 | 1 | 1 | 1 | 5  | 5  | 0  |
| 3.   | Cipro    | 3  | 3 | 1 | 0 | 2 | 4  | 5  | -1 |
| 4.   | Moldavia | 1  | 3 | 0 | 1 | 2 | 1  | 6  | -5 |

| Arbitro: | Andris Treimanis |

|                                                   |           |                                                  |
| Svendsen 44’ (rig.) Lorentzen 49’, 80+1’ Berg 57’ | Marcatori | 15’ (rig.) P. Christodoulou 67’ G. Christodoulou |

| Arbitro: | Siarhej Cynkevič |

|                                         |           |  |
| Villalibre 11’ Canós 13’ Altamirano 23’ | Marcatori |  |

| Arbitro: | Vladimír Vnuk |

|               |           |              |
| Lorentzen 16’ | Marcatori | 20’ Cebotari |

| Arbitro: | Andris Treimanis |

|  |           |          |
|  | Marcatori | 69’ Meré |

| Arbitro: | Vladimír Vnuk |

|                          |           |  |
| Villalibre 53’ Canós 65’ | Marcatori |  |

| Arbitro: | Siarhej Cynkevič |

|  |           |                                  |
|  | Marcatori | 17’ Fragkou 24’ F. Christodoulou |

### Gruppo 9
| Pos. | Squadra          | Pt | G | V | N | P | GF | GS | DR |
| ---- | ---------------- | -- | - | - | - | - | -- | -- | -- |
| 1.   | Turchia          | 7  | 3 | 2 | 1 | 0 | 5  | 2  | +3 |
| 2.   | Lettonia         | 6  | 3 | 2 | 0 | 1 | 3  | 1  | +2 |
| 3.   | Irlanda del Nord | 3  | 3 | 1 | 0 | 2 | 3  | 4  | -1 |
| 4.   | Lussemburgo      | 1  | 3 | 0 | 1 | 2 | 3  | 7  | -4 |

| Arbitro: | Petur Reinert |

|                       |           |                           |
| Alici 16’ E. Ünal 44’ | Marcatori | 9’ Sousa 15’ (rig.) Flies |

| Arbitro: | Anatolij Žabčenko |

|  |           |               |
|  | Marcatori | 27’ Juhnevičs |

| Arbitro: | Anatolij Žabčenko |

|  |           |               |
|  | Marcatori | 74’ Enes Ünal |

| Arbitro: | Dennis Antamo |

|                                     |           |           |
| Salley 1’ Thompson 32’ Mooney 80+4’ | Marcatori | 57’ Sousa |

| Arbitro: | Dennis Antamo |

|                       |           |  |
| E. Ünal 53’ Alici 66’ | Marcatori |  |

| Arbitro: | Petur Reinert |

|  |           |                         |
|  | Marcatori | 48’ Vavilovs 57’ Gulbis |

### Gruppo 10
| Pos. | Squadra     | Pt | G | V | N | P | GF | GS | DR |
| ---- | ----------- | -- | - | - | - | - | -- | -- | -- |
| 1.   | Islanda     | 7  | 3 | 2 | 1 | 0 | 9  | 6  | +3 |
| 2.   | Russia      | 6  | 3 | 2 | 0 | 1 | 4  | 3  | +1 |
| 3.   | Slovacchia  | 3  | 3 | 1 | 0 | 2 | 7  | 8  | -1 |
| 4.   | Azerbaigian | 1  | 3 | 0 | 1 | 2 | 5  | 8  | -3 |

| Arbitro: | Dejan Jakimovski |

|                                            |           |                                           |
| Einarsson 20’ Sigþórsson 62’ Bjarnason 72’ | Marcatori | 11’ Kama 50’ Cəfərov 68’ (rig.) Jabrailov |

| Arbitro: | Georgi Kabakov |

|                              |           |            |
| Proničev 22’ Evtušenko 80+4’ | Marcatori | 76’ Špalek |

| Arbitro: | Dejan Jakimovski |

|                        |           |                                                    |
| Gorelčík 24’ Krč 40+3’ | Marcatori | 15’ Einarsson 55’, 79’ Lárusson 61’ A. Guðmundsson |

| Arbitro: | Michael Tykgaard |

|            |           |  |
| Obolski 6’ | Marcatori |  |

| Arbitro: | Georgi Kabakov |

|                                   |           |               |
| Gunnarsson 31’ A. Guðmundsson 50’ | Marcatori | 35’ Jamščikov |

| Arbitro: | Michael Tykgaard |

|                        |           |                                                     |
| Kama 62’ Akmurzaev 69’ | Marcatori | 10’ Gorelčík 25’ Krč 68’ (rig.) Špalek 78’ Kondrlík |

### Gruppo 11
| Pos. | Squadra     | Pt | G | V | N | P | GF | GS | DR  |
| ---- | ----------- | -- | - | - | - | - | -- | -- | --- |
| 1.   | Paesi Bassi | 9  | 3 | 3 | 0 | 0 | 17 | 0  | +17 |
| 2.   | Georgia     | 6  | 3 | 2 | 0 | 1 | 5  | 2  | +3  |
| 3.   | Fær Øer     | 3  | 3 | 1 | 0 | 2 | 1  | 6  | -5  |
| 4.   | San Marino  | 0  | 3 | 0 | 0 | 3 | 1  | 16 | -15 |

| Arbitro: | Alexander Harkam |

|                                                         |           |  |
| Slabbekoorn 32’ van Zweeden 40’ Owobowale 46’ Nouri 54’ | Marcatori |  |

| Arbitro: | Ioannis Anastasiou |

|                                           |           |               |
| Beridze 8’ Mamuchashvili 19’ Lashkhia 33’ | Marcatori | 67’ Tamagnini |

| Arbitro: | Ioannis Anastasiou |

|  |           | |
|  | Marcatori | 9’ Bergwijn 23’, 59’, 71’ van der Moot 25’ Nouri 33’ Slabbekoorn 52’, 64’, 66’, 68’, 76’ Walian 78’ Owobowale |

| Arbitro: | Elmir Pilav |

|                             |           |  |
| Mikeltadze 15’ Jobava 80+5’ | Marcatori |  |

| Arbitro: | Alexander Harkam |

|                 |           |  |
| Slabbekoorn 26’ | Marcatori |  |

| Arbitro: | Elmir Pilav |

|           |           |  |
| Olsen 76’ | Marcatori |  |

### Gruppo 12
| Pos. | Squadra    | Pt | G | V | N | P | GF | GS | DR |
| ---- | ---------- | -- | - | - | - | - | -- | -- | -- |
| 1.   | Svizzera   | 7  | 3 | 2 | 1 | 0 | 7  | 0  | +7 |
| 2.   | Austria    | 6  | 3 | 2 | 0 | 1 | 4  | 4  | 0  |
| 3.   | Danimarca  | 4  | 3 | 1 | 1 | 1 | 1  | 2  | -1 |
| 4.   | Kazakistan | 0  | 3 | 0 | 0 | 3 | 0  | 6  | -6 |

| Arbitro: | Mitja Žganec |

|                    |           |  |
| Dolberg 35’ (rig.) | Marcatori |  |

| Arbitro: | Mete Kalvakan |

|                                     |           |  |
| Ajeti 10’, 80+2’ Alves 31’ Cani 40’ | Marcatori |  |

| Arbitro: | Mete Kalvakan |

|  |           |                                 |
|  | Marcatori | 26’, 51’ (rig.) Ajeti 66’ Alves |

| Arbitro: | Robert Rogers |

|  |           |                       |
|  | Marcatori | 7’ Gmeiner 65’ Yılmaz |

| Varde 1º ottobre 2013, ore 15:00 UTC+2 | Svizzera     | 0 – 0 referto | Danimarca | Sydbank Stadium\| Arbitro: \| Mitja Žganec \| |
| Arbitro:                               | Mitja Žganec |               |           |                                               |

| Arbitro: | Robert Rogers |

|                           |           |  |
| Gugganig 28’ Yılmaz 40+1’ | Marcatori |  |

### Gruppo 13
| Pos. | Squadra   | Pt | G | V | N | P | GF | GS | DR |
| ---- | --------- | -- | - | - | - | - | -- | -- | -- |
| 1.   | Polonia   | 9  | 3 | 3 | 0 | 0 | 8  | 2  | +6 |
| 2.   | Belgio    | 6  | 3 | 2 | 0 | 1 | 7  | 2  | +5 |
| 3.   | Macedonia | 3  | 3 | 1 | 0 | 2 | 4  | 9  | -5 |
| 4.   | Bulgaria  | 0  | 3 | 0 | 0 | 3 | 1  | 7  | -6 |

| Arbitro: | Ádám Németh |

|                       |           |  |
| Verreth 2’ Dimata 69’ | Marcatori |  |

| Arbitro: | Tore Hansen |

|                              |           |                              |
| Kozak 50’ Siemaszko 73’, 76’ | Marcatori | 19’ Alomerović 43’ Krstevski |

| Arbitro: | Michail Vilkov |

|                                                                          |           |  |
| Weymans 20’ Bocevski 26’ (aut.) Verkindere 43’ Verreth 48’ Callebaut 54’ | Marcatori |  |

| Arbitro: | Ádám Németh |

|  |           |                                        |
|  | Marcatori | 60’ Jagiełło 72’ Siemaszko 74’ Skrzecz |

| Arbitro: | Tore Hansen |

|                                      |           |  |
| Vershueren 24’ (aut.) Ryczkowski 54’ | Marcatori |  |

| Arbitro: | Michail Vilkov |

|                            |           |              |
| Jevtoski 38’ Petkovski 54’ | Marcatori | 78’ Maksimov |

## Confronto tra le terze classificate
Il confronto tiene conto solamente dei risultati ottenuti contro le prime due classificate di ogni gruppo.
| Gr. | Squadra          | Pt | G | V | N | P | GF | GS | DR |
| --- | ---------------- | -- | - | - | - | - | -- | -- | -- |
| 2   | Ucraina          | 1  | 2 | 0 | 1 | 1 | 1  | 2  | -1 |
| 3   | Israele          | 1  | 2 | 0 | 1 | 1 | 4  | 6  | -2 |
| 12  | Danimarca        | 1  | 2 | 0 | 1 | 1 | 0  | 2  | -2 |
| 10  | Slovacchia       | 0  | 2 | 0 | 0 | 2 | 3  | 6  | -3 |
| 8   | Cipro            | 0  | 2 | 0 | 0 | 2 | 2  | 5  | -3 |
| 1   | Bielorussia      | 0  | 2 | 0 | 0 | 2 | 1  | 4  | -3 |
| 5   | Croazia          | 0  | 2 | 0 | 0 | 2 | 0  | 3  | -3 |
| 9   | Irlanda del Nord | 0  | 2 | 0 | 0 | 2 | 0  | 3  | -3 |
| 6   | Estonia          | 0  | 2 | 0 | 0 | 2 | 2  | 7  | -5 |
| 4   | Slovenia         | 0  | 2 | 0 | 0 | 2 | 1  | 6  | -5 |
| 13  | Macedonia        | 0  | 2 | 0 | 0 | 2 | 2  | 8  | -6 |
| 7   | Armenia          | 0  | 2 | 0 | 0 | 2 | 0  | 6  | -6 |
| 11  | Fær Øer          | 0  | 2 | 0 | 0 | 2 | 0  | 6  | -6 |